# Французская народная партия

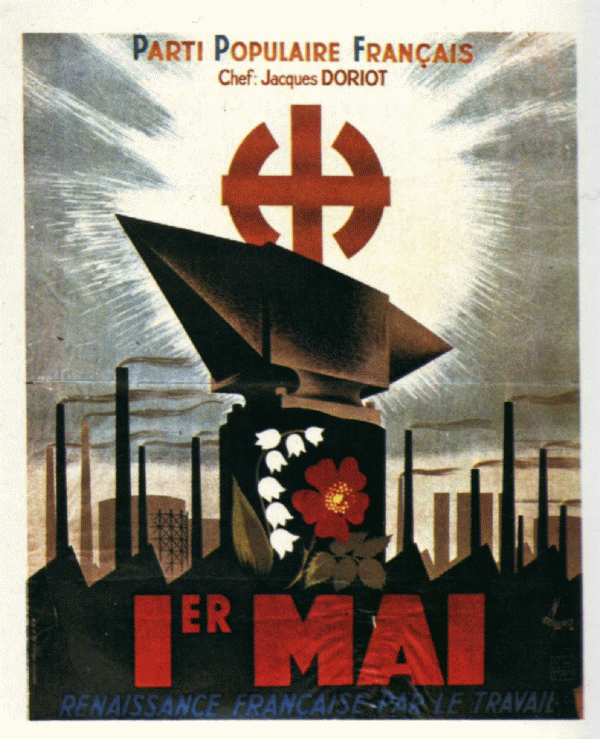
Пропагандистский плакат PPF

Французская народная партия (фр. Parti Populaire Français, PPF) — фашистская партия во Франции предвоенного периода и Второй мировой войны. Проводила политику крайнего антикоммунизма. В годы войны и нацистской оккупации стояла на позициях коллаборационизма, активно боролась с движением Сопротивления.

## Идеологические и структурные особенности
PPF основал 28 июня 1936 года бывший член политбюро коммунистической партии (ФКП) Жак Дорио. Видный деятель французского и международного коммунистического движения, лично знавший Ленина, в середине 1930-х Дорио перешёл на диаметрально противоположные позиции. Этому способствовала не только его идеологическая эволюция, но и поражение в борьбе за лидерство в ФКП, понесённое от Мориса Тореза.
Прошлое Дорио наложило неизгладимый отпечаток на политику PPF. Идеология и пропаганда фашистской партии была проникнута леворадикальными мотивами. Значительная часть руководства и актива PPF происходили из ФКП, прокоммунистических профсоюзов и левых организаций. С другой стороны, к партии примкнули радикалы из крайне правых организаций — Огненные кресты (лидер Франсуа де ля Рок), Французская солидарность (лидер Жан Рено), Французское действие (лидер Шарль Моррас), Патриотическая молодёжь (лидер Пьер Теттенже) — привлечённые динамичным имиджем Дорио. Третьим кадровым источником партии являлись криминальные структуры, особенно в Марселе. Целевой аудиторией избиралась пролетарская и люмпенизированная молодёжь. При партии действовали партийные силовые структуры по типу штурмовых отрядов — Service d Ordre — совершавшие нападения на коммунистических и левых активистов.
Идеология и программа PPF во многом напоминали неосоциалистические концепции Марселя Деа. Дорио называл «истинной сущностью нации» рабочих, крестьян, мелких самостоятельных производителей, выступал за корпоративизм и активное государственное регулирование экономики, требовал энергичных антикапиталистических мероприятий. С другой стороны, на первом плане с самого начала был антикоммунизм. СССР, Коминтерн, ФКП определялись как силы, враждебные национальным и республиканским традициям Франции. (Большинство руководителей PPF, начиная с Дорио, хорошо знали их изнутри.)
Ещё в 1933 году Дорио, будучи членом руководства ФКП, предлагал создать широкую коалицию с социалистами и радикалами. Эта инициатива, предвосхищавшая Народный фронт, была тогда отвергнута, что послужило одной из причина разрыва Дорио с компартией. В 1937 году, возглавляя PPF, Дорио попытался сформировать движение Фронт свободы, противостоящее Народному фронту. Предполагалось, что в правую коалицию войдут PPF, Французская социальная партия (партийно-политическое крыло Огненных крестов), консервативная Республиканская федерация, лига Французское действие и несколько небольших правых организаций. Широкая правая коалиция могла резко изменить расстановку политических сил Франции. Однако персональные амбиции трёх лидеров — Дорио, Морраса и полковника де ля Рока — настороженность консерваторов, чрезмерный левый уклон PPF сорвали проект Фронта свободы.
Изначально PPF не была расистской, шовинистической и антисемитской. Важную роль в её создании играл еврей Александр Абремски, друг Жака Дорио по совместному пребыванию в ФКП. Активно велась агитация в среде выходцев из Северной Африки (в Алжире действовала крупная партийная организация). Однако уже в 1937—1938 партия сильно эволюционировала под внешним влиянием НСДАП.

## Организационные принципы и социальный состав

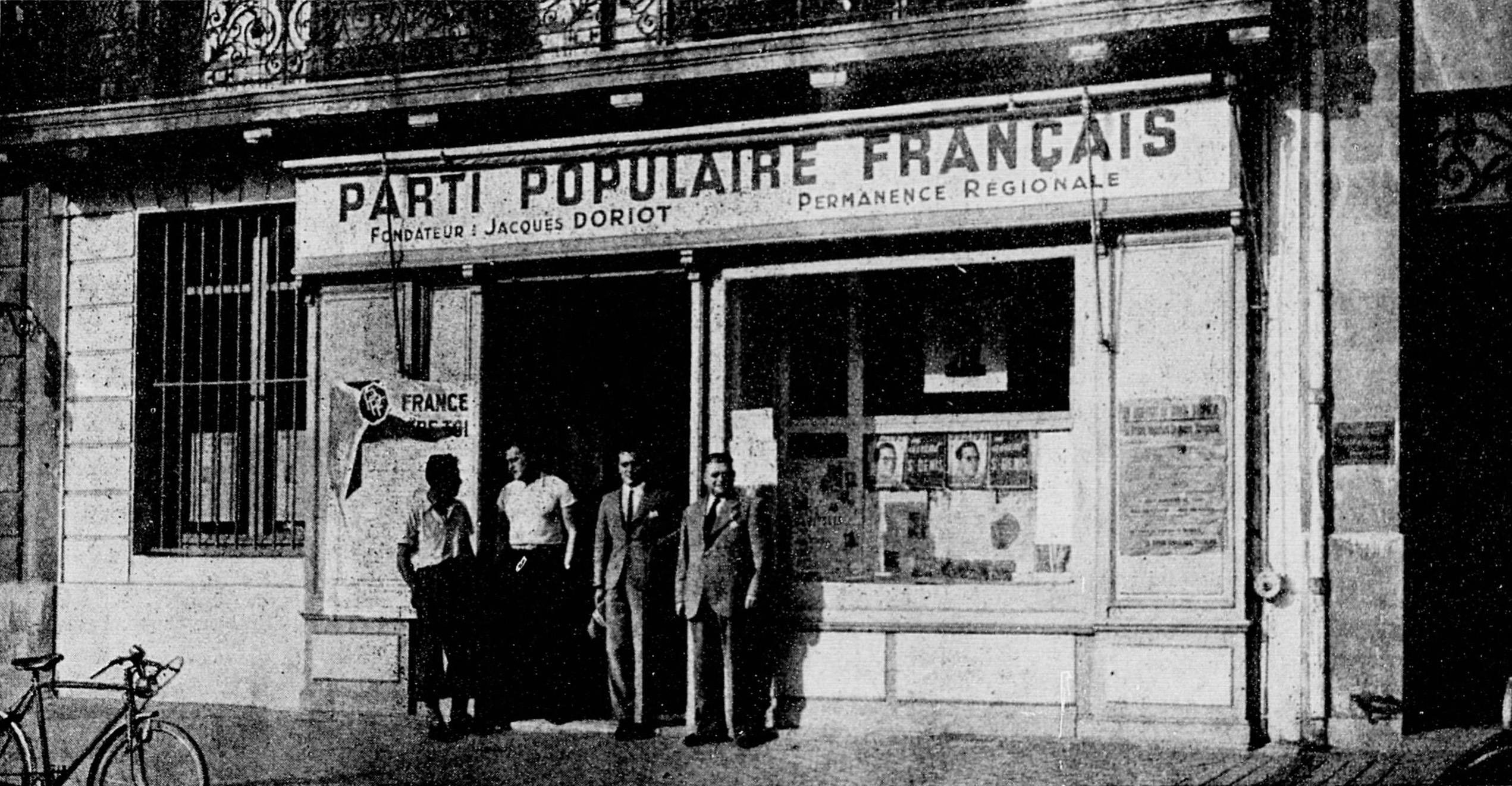
Штаб-квартира PPF в Бордо, 1936 год.

Партия строилась по вождистскому принципу, непререкаемый авторитет единоличного лидера доходил до культовых значений. Имя Дорио значилась в партийной присяге, девизе и речовках. Вступавший в PPF приносил клятву верности. Кроме того, член PPF клялся «отдать все силы борьбу против коммунизма и социального эгоизма». Таким образом, фашистское соединение антикоммунизма с антикапитализмом ставилось во главу угла.
Несмотря на антибуржуазные лозунги, PPF наладила тесное сотрудничество с предпринимательскими кругами. Среди финансистов партии бывшего коммуниста были руководящий промышленный менеджер Пьер Пюше, банкир Габриэль Леруа-Ладюри, несколько крупных финансовых компаний.
В марте 1937 численность PPF составляла до 150 тысяч. Около четверти членов партии ранее состояли в ФКП (чаще всего в Париже, где многие рядовые коммунисты находились под воздействием харизмы Дорио). Бывшие члены других левых партий составляли менее 10 %. Почти 30 % пришли в PPF из правых организаций — чаще всего из «Огненных крестов» и «Французского действия», гораздо реже — из «респектабельных» буржуазных партий. Остальные члены прежде не участвовали в политике.
Социальный состав партии постепенно менялся. В 1936 доля рабочих достигала почти половину. Год спустя представительство промышленного пролетариата снизилось до менее 40 %. Одновременно Дорио проиграл кандидату ФКП выборы мэра Сен-Дени (с перерывами занимал этот пост почти семь лет). Стало очевидным, что PPF проигрывает марксистским партиям — социалистической и коммунистической — борьбу за влияние на индустриальных рабочих.
Зато примерно с 40 % до почти 60 % возросло представительство средних слоёв — мелких предпринимателей, служащих, инженерно-технических работников. Средний класс показал себя как среда, наиболее восприимчивая к пропаганде французского фашизма. В этом направлении постепенно переориентировалась партийная агитация и оргработа. (Сходно развивалась ситуация и в НСДАП 1920-х и начала 1930-х годов.)
Партийные организации действовали по всей стране, самые сильные парторганизации в Париже (влияние Дорио) и Марселе (влияние Сабиани).

## Знаковые фигуры руководства
Среди инициаторов создания PPF были:
- Жак Дорио
- Анри Барбе — руководитель аппарата, бывший член политбюро ФКП
- Поль Марион — главный идеолог, руководитель пропаганды, бывший член ЦК ФКП
- Жюль Тёляд — синдикалист, куратор профсоюзной работы, бывший член ФКП и Профинтерна, лидер профсоюза строителей
- Симон Сабиани — марсельский администратор и гангстерский авторитет, бывший член ФКП, курировал парторганизации средиземноморского побережья, связи с криминалитетом и силовую составляющую
- Пьер Пюше — финансист партии, ранее состоял в «Огненных крестах»
- Пьер Дриё Ла Рошель — писатель, «литературный радикал»
- Бертран де Жувенель — философ, социолог, экономист, курировал связи с интеллектуальными кругами
- Камиль Фежи — руководитель партийной печати, редактор газеты La Liberté (Свобода), ранее сотрудник органа ФКП газеты L’Humanité

Состав руководства партии менялся. В частности, Анри Барбе впоследствии перешёл в партию Марселя Деа, Бертран де Жувенель вышел в знак протеста против поддержки Дорио Мюнхенского сговора. С другой стороны, после начала войны в PPF вступил Жозеф Дарнан. Из ФКП перешли Жак Фонтенэ, лидер коммунистической молодёжи Сен-Дени Марсель Ветт, член ЦК Фернан Супе, бывший идеолог троцкизма Пьер Селор.
Весной 1940 года PPF была запрещена за прогерманскую пропаганду (примерно в то же время фактически за то же самое была запрещена и ФКП). Дорио приступил к формированию пронацистского «Движения национальной революции», причём содействие в этом ему оказывал бывший секретарь ЦК ФКП Марсель Життон. В апреле 1941, уже под немецкой оккупацией, PPF была воссоздана.

## Радикальный коллаборационизм
Французская народная партия являлась наиболее лояльной нацизму политической силой в оккупированной стране. В отличие от петэновского правительства Виши (с его консервативным национализмом), и от Национально-народного объединения Марселя Деа (с его приверженностью республиканским традициям), парижские коллаборационисты Дорио готовы были «растворить Францию без остатка в гитлеровской Европе». PPF до стилистических деталей имитировала НСДАП в идеологии и пропаганде.
Дорио принял активное участие в создании французского добровольческого Легиона, отправленного на Восточный фронт. Против Сопротивления активисты PPF сотрудничали не только с вишистской милицией (связующим звеном выступал Дарнан), но и непосредственно с гестапо. При этом члены PPF и сами нередко становились мишенями для подпольщиков.
Видную роль в вооружённом коллаборационизме играли марсельские гангстеры Сабиани, особенно группировка Поля Карбона. Оккупационные власти не санкционировали воссоздание партийной силовой структуры, но использовали партактив PPF для выявления бойцов Сопротивления и евреев. Отличием парижской PPF от вишистов была яростная агитация популистского антикапиталистического характера.
Отношения Дорио с Деа отличались напряжённой враждебностью. Идея совместного «Национально-революционного фронта» не получила развития из-за конкуренции между лидерами парижских коллаборационистов, а главное, из-за негативного отношения немецких властей к такому объединению. По сравнению с партией Деа, партия Дорио была радикальнее, активнее, моложе, менее склонна к теоретическим собеседованиям, более — к практическим силовым действиям в помощь оккупантам. Численность PPF в период оккупации сократилась пятикратно — до 20-30 тысяч. Большинство членов составляли рабочие и представители городских средних слоёв.
В сентябре 1944 руководители PPF перебрались в Зигмаринген. 6 января 1945 Дорио учредил «Комитет освобождения Франции». По некоторым данным, он искал тайного контакта с де Голлем, чтобы предложить свой переход на сторону антикоммунистического крыла Сопротивления. Насколько эта версия основательна, судить трудно. В любом случае, этот вариант не реализовался: 22 февраля 1945 Жак Дорио погиб при авианалёте.
Руководство PPF перешло к Виктору Бартелеми, бывшему функционеру ФКП (в 1972 Бартелеми вместе с Жан-Мари Ле Пеном участвовал в создании Национального фронта). Однако де-факто история PPF прекратилась. Впоследствии многие активисты предстали перед правосудием. Имели место достаточно суровые приговоры, в частности, Пюше и Дарнан были казнены.

## «Замысел и воплощение»
Можно констатировать, что создание Французской народной партии в 1936 году отразило объективные общественные потребности. В условиях политической напряжённости и левого крена значительные социальные группы были заинтересованы в появлении партии, декларирующей радикальные преобразования на основе национальных традиций. Появление динамичной PPF, выдвигающей одновременно антикоммунистические и антиолигархические лозунги (по крайней мере, в декларациях), обращающейся к широким массам, отвечало на этот социальный запрос.
Однако внутренние закономерности фашизма, наложившиеся на объективные исторические обстоятельства (прежде всего внешнеполитические), а также не в последнюю очередь персональные особенности лидера извратили развитие партии. Результатом стала крайне негативная трансформация с соответствующим финалом.

## Интересные факты
Создание и развитие Французской народной партии отражено писателем Жюлем Ромэном в эпопее Les hommes de bonne volonté (Люди доброй воли) — том XXIII, Naissance de la bande (Рождение банды).